# Michael George Bojadschi
Michael George Bojadschi, auch Boiadji, Bojadzi, Boiagi oder Boiatzi (griechisch Μιχαήλ Γεωργίου Μποϊατζής, * im 18. Jahrhundert; † im 19. Jahrhundert) war ein griechischer Grammatiker des Aromunischen und des Neugriechischen, der in Wien wirkte und publizierte.

## Leben und Werk
Bojadschi war Lehrer für Neugriechisch in Wien. Er verfasste eine neugriechische Sprachlehre für Auslandsgriechen und für Deutsche, die Übersetzungen von vier Prosagedichten des Schweizer Dichters Salomon Gessner enthält, ferner eine deutsch und griechisch geschriebene Grammatik des Mazedorumänischen oder Aromunischen, die bis 1988 mehrere Auflagen in verschiedenen Ländern erlebte.

## Werke

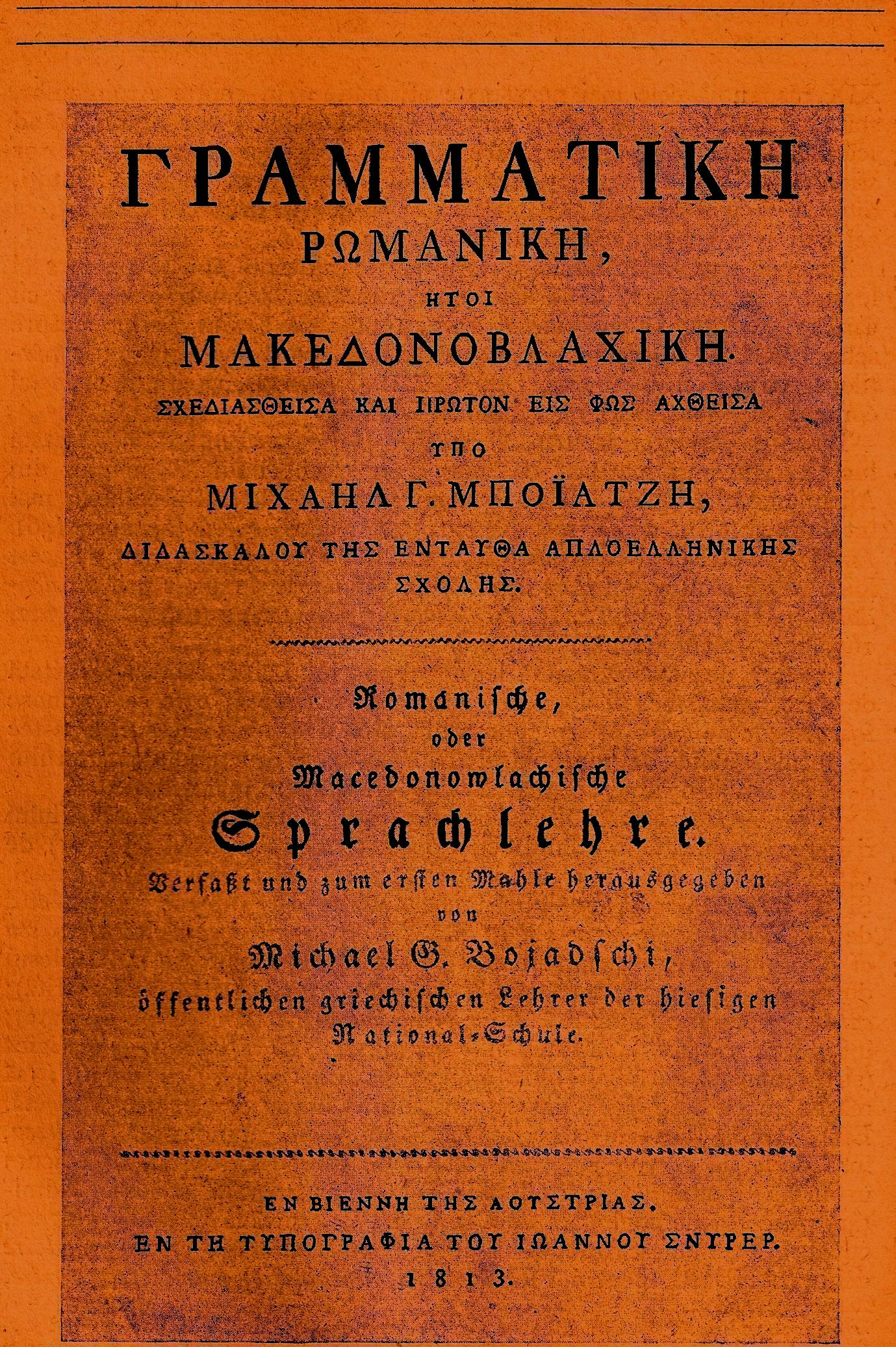
Michael George Bojadschi, Titelblatt der aromunischen Grammatik, 1813

- Γραμματικὴ Ρωμανικὴ ἤτοι Μακεδονοβλαχική. Romanische oder Macedonowlachische Sprachlehre. Verfasst und zum ersten Mahle herausgegeben von Michael G. Bojadschi, Wien 1813 (231 Seiten) (deutsch und griechisch); 2. Auflage, Bukarest 1863.
  - Gramaticã românã sau macedo-românã. Bukarest 1915.
  - Romanische oder macedonowlachische Sprachlehre. Γραμματικὴ Ρωμανικὴ ἤτοι Μακεδονοβλαχική [Auszug griechisch und deutsch], in: Aromunische Studien. Salzburg 1981 (Studien zur rumänischen Sprache und Literatur, 5).
  - Gramaticā aromānā icā macedonovlahā. Hrsg. von V. G. Barba, Freiburg im Breisgau 1988.
- Kurzgefaßte neugriechische Sprachlehre nebst einer Sammlung der notwendigsten Wörter, einer Auswahl von freundschaftlichen Gesprächen, Redensarten, Sprüchwörtern und Leseübungen; zunächst für die griechische Jugend in den k. k. österreichischen Staaten, und dann für Deutsche, welche sich diese Sprache eigen machen wollen, bestimmt = Σύντομος γραμματικὴ τῆς γραικικῆς γλώσσης. Wien 1821 (380 Seiten), online.